# الحلال (لودر)

تعديل مصدري - تعديل

الحلال هي إحدى قرى عزلة زارة بمديرية لودر التابعة لمحافظة أبين، بلغ تعداد سكانها 47 نسمة حسب تعداد اليمن لعام 2004.